# 19533 Garrison
19533 Garrison è un asteroide della fascia principale. Scoperto nel 1999, presenta un'orbita caratterizzata da un semiasse maggiore pari a 2,2068895 UA e da un'eccentricità di 0,1681681, inclinata di 2,96191° rispetto all'eclittica.